# イタリアのサッカークラブの下部組織

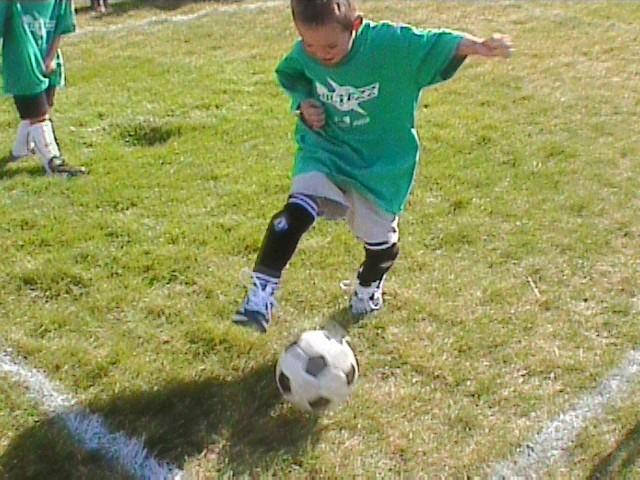
サッカーを楽しむ少年

イタリアのサッカークラブの下部組織は、各年代ごとに分かれたイタリアのサッカークラブの育成部門の総称である。この項目では各年代ごとの名称、及びそれらの特徴を述べる。

## 各年代における下部組織の名称
イタリアのプロサッカークラブはプロ契約した選手達が登録し、試合を行うトップカテゴリ（イタリアではプリマ・スクアドラ。ファーストチームの意）のチーム以外に主に未成年者を対象とした育成部門を設けている。各クラブによって、それらのチーム数や名称は異なるが、代表的なものは以下のような名称で呼ばれる。
| 名称               | 原語表記      | 意味           | 主な構成選手の年齢 | 備考                                               |
| ------------------ | ------------- | -------------- | ------------------ | -------------------------------------------------- |
| プリマヴェーラ     | Primavera     | 春の意         | 17歳～18歳（U-20） | セリエA、セリエBのクラブ                           |
| ※ベッレッティ      | Berretti      | ベレー帽の意   | 17歳～18歳（U-20） | 主にセリエC1、セリエC2のクラブ                     |
| アッリエーヴィ     | Allievi       | 新入りの意     | 15歳～16歳（U-17） | ナッツィオナーリ、レッジョナーリ等にさらに細分化   |
| ジョヴァニッシミ   | Giovanissimi  | とても若いの意 | 13歳～14歳（U-15） | 同上                                               |
| エソルディエンティ | Esordienti    | 初心者の意     | 11歳～12歳（U-13） | レッジョナーリ、プロヴィンチャーリ等にさらに細分化 |
| プルチーニ         | Pulcini       | ひなの意       | 9歳～10歳（U-11）  | 多くのクラブが入門クラスとして設置                 |
| ピッコリ・アミーチ | Piccoli Amici | 小さな友達の意 | 6歳～8歳           | 設置していないクラブも多い                         |

- 構成選手は基本的には上記の通りだが、特に優れている選手や、チーム構成上足りないポジションを補うためなど、飛び級で1つ上のカテゴリに登録される場合もある。だが、参加する大会によっては年齢の下限を定めていたり、プリマヴェーラやベレッティを除いて括弧内に記された年齢より上の選手が公式戦に出場することはできないなど制約もある。（後述）

## 各年代における下部組織の特徴

### プリマヴェーラ
プリマヴェーラは、イタリアのサッカークラブの育成部門の最上位に位置している。各クラブによって若干の違いはあるが、主な構成選手は17歳～18歳の選手である。下部組織の中でも、実質的にトップカテゴリの選手達の予備軍となる部門がプリマヴェーラとベレッティであり、前者はセリエAとセリエBに所属しているクラブに使う名称であるのに対し、後者はレガ・プロ・プリマ・ディヴィジオーネ（旧セリエC1）、レガ・プロ・セコンダ・ディヴィジオーネ（旧セリエC2）に所属するクラブで使用する。名称の違いは参加する大会名の違いでもある。ここでは主にプリマヴェーラについて記述する。

#### プロ予備軍として
プリマヴェーラの選手は、リーグ戦のカンピオナート・プリマヴェーラ（またはカンピオナート・ベレッティ）、カップ戦のコッパ・イタリア・プリマヴェーラ、世界各国のユースチームが参加するトルネオ・ディ・ヴィアレッジョ、また2004年からは、その年のリーグ戦とカップ戦の優勝チーム同士が戦うスーパーカップのスーペルコッパ・プリマヴェーラを戦う。所属選手達は、これらの大会や普段のトレーニングにおいて自身をアピールし、所属クラブとのプロ契約や他クラブからのオファーを受けることを目標としている。また、プリマヴェーラはこういったプロの予備軍としての側面以外にも、所属クラブのトップカテゴリの選手が怪我などにより離脱した場合、トップチームに人員を供給したり、逆に怪我から復帰したトップカテゴリの選手が試合勘を取り戻すためにプリマヴェーラの試合に出場したりするなど（各大会で出場人数制限あり）、トップチームのリザーブメンバーや練習機関としての役割も果たす。トレーナーからの指導も下のカテゴリに比べより戦術的となり、第一線で即戦力となり得るような練習をこなしている。

### アッリエーヴィ～ジョヴァニッシミ
アッリエーヴィや、その1つ下のカテゴリであるジョヴァニッシミは13歳～15歳の選手が所属している。プリマヴェーラがプロの予備軍と位置づけられるのに対し、この部門は純粋な育成部門である。ビッグクラブなどはイタリア国外からも優秀な選手をスカウトし、育成することによって、自身のトップチームを人材面から補助する役割を期待する。一方でプロビンチャのクラブ（地方のクラブ）などは、独自のスカウト網や育成法を駆使し、将来的に多額の移籍金を期待できるような選手を育てるなど、経済面からもこの部門に期待している。前者はユヴェントス、ASローマ、後者はアタランタBC、USレッチェなどが有名。

#### ユース部門として
この年代からは、プロを目指し本格的にビッグクラブの下部組織へ進む者と、地元クラブでサッカーを続ける者に分かれる。プロを目指す選手達の中には、クラブが所在する地域に住む選手だけではなく、イタリア全国や国外からスカウトされてきた選手達も所属する。レベルに応じてイタリア全国のチームが参加するナッツィオナーリ、州周辺地域のチームが参加するレッジョナーリ、県内のチームが参加するプロヴィンチャーリなどの3段階のリーグ戦があり、この段階で選手達はふるいにかけられていく。また、これらのリーグ戦で戦う選手はイタリア国外からのスカウトの対象にもなっており、近年ではパルマFCのアッリエーヴィに所属していたジュゼッペ・ロッシやアルトゥーロ・ルポリがそれぞれ国外のマンチェスター・ユナイテッド、アーセナルに引き抜かれたりしている。しかし、日本で中学生に相当するこの年代の過剰なスカウティングは近年問題にもなっている。
また成長期にあたるこの年代は、本格的な戦術の知識を勉強するよりもフィジカルトレーニングに重点をおき、専門の教育を受けたトレーナーやフィジカルスタッフによる管理の下に徹底した成長カリキュラムをこなしていく。

### エソルディエンティ～プルチーニ
エソルディエンティや、さらにその下のプルチーニ、ピッコロ・アミーチは6歳～12歳の選手が所属している。この部門はクラブチームの育成部門としてより、地域のサッカースクールの意味合いが強い。

#### 地域サッカークラブとして
サッカーを楽しみながら、基本的な技術を覚える。遊びを通したカリキュラムによって、ボールの扱いのみならず、サッカーというスポーツの楽しみや集団でのコミュニケーションなどの人間性の教育の場としての役割も担っている。また、試合には所属選手全員が出場しなくてはならないルールがあるなど、競争意識よりもプレーする機会を与え、可能性を与えていることも特徴である。しかし優秀であればここからセリエAのユース部門（アッリエーヴィやジョヴァニッシーミ）にスカウトされる場合もある。